# Aleksandre Dochturišvili
Aleksandre Dochturišvili (* 22. května 1980 Sartyčala) je bývalý gruzínský zápasník – klasik, olympijský vítěz z roku 2004, který od roku 2003 reprezentoval Uzbekistán.

## Sportovní kariéra
Zápasení se věnoval od 12 let. Pod vedením Džoni Rechvijašviliho se později specializoval na řecko-římský (klasický) styl. V gruzínské mužské reprezentaci se prosazoval od roku 2001 ve váze do 69 kg. Od roku 2002 Mezinárodní zápasnická federace snížila počet váhových kategorií, a protože se doma ve váze do 74 kg neprosazoval přijal lukrativní nabídku reprezentovat Uzbekistán. V roce 2004 se kvalifikoval na olympijské hry v Athénách. Ze čtyřčlenné základní skupiny postoupil z prvních místo přímo do semifinále, ve kterém vyřadil 5:2 na technické body favorizovaného Rusa Varterese Samurgaševa. Ve finále proti Finovi Marko Yli-Hannukselovi se po minutě dvěma koršuny v parteru ujal vedení 4:0 na technické body a v závěru poločasu nechal Fina strhem snížit na 4:1. Ve druhém poločasu takticky udržel vedení a získal zlatou olympijskou medaili. V dalších letech na úspěšnou olympijskou sezonu nenavázal. Od roku 2006 startoval ve vyšší střední váze do 84 kg, ve které se v roce 2008 na olympijské hry v Pekingu nekvalifikoval. Vzápětí ukončil sportovní kariéru. Věnuje se trenérské práci.

## Výsledky
| Turnaj             | Gruzie | Gruzie | Gruzie | Gruzie | Gruzie | Gruzie | Uzbekistán | Uzbekistán | Uzbekistán | Uzbekistán | Uzbekistán | Uzbekistán |
| Turnaj             | 1997   | 1998   | 1999   | 2000   | 2001   | 2002   | 2003       | 2004       | 2005       | 2006       | 2007       | 2008       |
| Turnaj             | 17     | 18     | 19     | 20     | 21     | 22     | 23         | 24         | 25         | 26         | 27         | 28         |
| Turnaj             | -69    | -69    | -69    | -76    | -69    | -74    | -74        | -74        | -74        | -84        | -84        | -84        |
| ------------------ | ------ | ------ | ------ | ------ | ------ | ------ | ---------- | ---------- | ---------- | ---------- | ---------- | ---------- |
| Olympijské hry     |        |        |        | —      |        |        |            | 1.         |            |            |            | —          |
| Mistrovství světa  | —      | —      | —      |        | úč.    | —      | —          |            | úč.        | úč.        | —          |            |
| Mistrovství Evropy | —      | —      | —      | —      | 1.     | —      |            |            |            |            |            |            |
| Asijské hry        |        |        |        |        |        |        |            |            |            | 5.         |            |            |
| Mistrovství Asie   |        |        |        |        |        |        | —          | 1.         | —          | —          | —          | úč.        |
| MS juniorů         | úč.    | úč.    | 3.     | úč.    |        |        |            |            |            |            |            |            |
| ME juniorů         | úč.    | úč.    | 3.     | 1.     |        |        |            |            |            |            |            |            |